# 7e Bataillon (Régiment de défense de l'Ulster)
Pour les articles homonymes, voir 7e bataillon.
Le 7e Bataillon (ville de Belfast) du Régiment de défense de l'Ulster (7 UDR) a été formé en 1970 et fait partie des 7 bataillons originaux spécifiés dans la loi de 1969 sur le Régiment de Défense de l'Ulster, qui a reçu la sanction royale le 18 décembre 1969 et est entrée en vigueur le 1er janvier 1970,. Il a été fusionné avec le 10e bataillon du Régiment de Défense de l'Ulster en 1984 pour former le 7e/10e bataillon (ville de Belfast) du régiment de défense d'Ulster.

## Histoire
Avec les six autres bataillons d'origine, le 7e UDR est devenu opérationnel le 1er avril 1970.
Le premier major instructeur (TISO - training intelligence and security officer) est le major RW Wilson, Royal Welch Fusiliers, qui prend ses fonctions à la caserne Palace, juste à l'extérieur de Belfast. Une partie de son travail consiste à trouver des logements pour les différentes compagnies du nouveau bataillon. Dans la mesure du possible, les logements sont recherchés dans les bases de l'armée, bien que les anciens baraquements de l'Ulster Special Constabulary soient vacants et disponibles. Leur utilisation aurait suscité des critiques de la part de ceux qui prétendaient déjà que l'UDR était le B Specials sous un nouveau nom.

## Recrutement
La nomination des sous-officiers s'effectue de différentes manières. Dans la plupart des cas, on sélectionne des hommes qui ont déjà occupé un poste de sous-officier dans l'une des forces armées ou dans l'USC. Le fait de pourvoir les postes de sous-officiers supérieurs de cette manière présentait un inconvénient : de nombreux hommes relativement jeunes, qui comptaient de nombreuses années de service avant de prendre leur retraite ou d'être promus, créaient un "bloc de promotion".

### Intimidation
Les soldats protestants comme les soldats catholiques ont été intimidés pour qu'ils quittent le régiment. À la suite de l'introduction de l'internement, de plus en plus de soldats catholiques ont été victimes d'intimidations au sein de leur propre communauté.

## Victimes
Le premier soldat du bataillon à être tué est le soldat Sean Russell, âgé de 30 ans (compagnie D). Il a été tué alors qu'il était assis chez lui avec sa femme et ses cinq enfants dans le quartier majoritairement catholique de New Barnsley à Belfast. Le soldat Russell est également le premier soldat catholique de l'UDR à être tué par l'IRA provisoire. Après sa mort, 40 catholiques ont démissionné du régiment.

## Personnel important
- Catégorie:Soldats de l'Ulster Defence Regiment
- Catégorie:Officiers de l'Ulster Defence Regiment